# Comuna Dubîșce, Kiverți
Dubîșce (în ucraineană Дубище) este o comună în raionul Kiverți, regiunea Volînia, Ucraina, formată din satele Bașlîkî, Dubîșce (reședința) și Romașkivka.

## Demografie
Componența lingvistică a satului Dubîșce
     Ucraineană (99,07%)
     Alte limbi (0,93%)
Conform recensământului din 2001, majoritatea populației satului Dubîșce era vorbitoare de ucraineană (99,07%), existând în minoritate și vorbitori de alte limbi.